# Morris Corti
Morris Corti, pseudonimo di Moreno Corti (Como, 23 agosto 1973), è un disc jockey e produttore discografico italiano.

## Carriera
Arrivato alla notorietà a livello nazionale ed internazionale nel 2009 con il brano "I Rock I Sweat I Dance" prodotto insieme ad Eugenio LaMedica, il progetto Corti & LaMedica negli anni a seguire realizza altre tracce come "Shake That Body" (2010) e Jump (2012).
Nel 2015 nasce invece il progetto Corti&LaMedica & Andry J, col quale sono stati realizzati singoli come "Your Body" (2015), "Work it Out" (2016), "UP" (2017), "Boss Shit" feat. Carlprit (2018) uscito, come tutti gli altri, su Bang Record e licenziato in tutto il mondo con l'americana Ultra Music.
Il 1º marzo 2019 è uscito su Bang Record il suo singolo "Dancehall Style", il primo come progetto solista.
Insignito per quattro volte ai Dance Music Awards italiani:
- 2015 Miglior Brano: Corti&LaMedica vs Andry J "Your Body" feat.Cuchara.
- 2016 Miglior Brano: Corti&LaMedica & Andry J "Work It Out"
- 2016 Miglior Dj Producer EDM: Corti&LaMedica
- 2018 Miglior Dj Producer EDM: Corti&LaMedica & Andry J

Remixer ufficiale di artisti internazionali come Corona, Yolanda Be Cool, Fargetta, Molella, Magic Box.
Le sue produzioni sono state inserite nelle playlist di artisti come Bob Sinclar, David Guetta, Fatboy Slim, Djs From Mars.
Come dj si è esibito in club di tutta Italia, tra cui citiamo il Twiga di Forte dei Marmi, il Country di Palermo, il Made Club di Como, il Milk di Torino, il Lido di Bellagio, in festival come Nameless e Holi Colors, all'estero in Polonia (Enklawa Club, Warszaw), Germania (Fun World, Tiengen), Formentera (Pineta e Tipic), Svizzera (Nyx, Lugano).
A maggio 2016 ha aperto il concerto dei Negramaro al PalaWhirlpool di Varese.

## Discografia

### Singoli
- 1994 - Future Brain "Get Ready"
- 1994 - Future Brain "One Two Three Four"
- 1995 - Parodya "Naughty Girls"
- 2008 - My Friend Cope "Hedonist Groove"
- 2009 - Corti & LaMedica "Risky"
- 2009 - Morris Corti & Eugenio LaMedica "I Rock I Sweat I Dance"
- 2010 - Morris Corti & Eugenio LaMedica "Shake That Body"
- 2011 - Morris Corti & Eugenio LaMedica "Party With Me"
- 2012 - Morris Corti & Eugenio LaMedica "Put Your Hands Up"
- 2012 - Morris Corti & Eugenio LaMedica "Jump" feat.Janet Gray
- 2013 - Morris Corti & Eugenio LaMedica "Oh Yeah"
- 2014 - Corti & LaMedica "I Feel Love" feat.Miracle
- 2015 - Corti & LaMedica vs Andry J "Your Body" feat.Cuchara
- 2016 - Corti & LaMedica, Andry J "Work It Out"
- 2017 - Corti & LaMedica, Andry J, Shorty "I Got The Beat"
- 2017 - Corti & LaMedica, Andry J "UP"
- 2018 - Corti & LaMedica, Andry J "Boss Shit" feat.Carlprit
- 2019 - Morris Corti "Dancehall Style"
- 2019 - Morris Corti "Caribe"
- 2020 - Corti & LaMedica, Andry J "Everybody" feat.Adam Clay
- 2020 - Morris Corti "La Noche"
- 2020 - Morris Corti, Andry J, ADRENA "Baby Baby"

### Remixes
- 2010 - Soul Elementz "My Way Out" feat.Sabrina Johnston (Morris Corti Remix)
- 2010 - Simone Torosani "Fantasy Moonlight" feat.Janet Gray (Morris Corti & Eugenio LaMedica Remix)
- 2010 - Alessandro Viale "Goes Deeper" feat.Vaanya Diva "Goes Deeper" (Morris Corti Remix)
- 2010 - Yolanda Be Cool & Dcup "We No Speak Americano" (Morris Corti vs Mattara Remix)
- 2011 - Andrea Paci "Chop" (Morris Corti & Eugenio LaMedica Remix)
- 2013 - Corona "The Rhythm Of The Night" (Corti & LaMedica Remix 2k13)
- 2014 - Get Far "Out Of Control" (Corti & LaMedica Remix)
- 2016 - Gambafreaks & Pochill "A Better Day" feat.Mappa (Corti & LaMedica Remix)
- 2017 - Molella feat. The Outhere Brothers "If You Wanna Party" (Corti & LaMedica & Andry J)
- 2019 - Dj Ross "La Vie" feat.Kumi (Corti & LaMedica & Andry J Remix)